# Music Played by Humans
Music Played by Humans er det femte album af Gary Barlow. Det blev udgivet af Polydor Records 27. november 2020.
Albummet debuterede som nr. 1 på den britiske albumliste og blev dermed Barlows tredje album til at indtage 1. pladsen.

## Singler
1. "Elita" (feat. Michael Bublé og Sebastián Yatra) blev udgivet 30. september 2020 som albummets første single. Højeste britiske placering var som nr. 14 på den britiske hitliste.
2. "Incredcible" blev udgivet 30. oktober 2020 som albummets anden single. Højeste placering var som nr. 19 på den britiske hitliste.
3. "This Is My Time" blev udgivet 13. november 2020 som albummets tredje single.
4. "Enough Is Enough" (feat. Beverly Knight) blev udgivet 29. januar 2021 som albummets fjerde og sidste single.

## Trackliste
1. "Who’s Driving This Thing"
2. "Incredible"
3. "Elita" (feat. Michael Bublé og Sebastiàn Yatra)
4. "This Big Bass Drum"
5. "This Is My Time"
6. "Enough Is Enough" (feat. Beverly Knight)
7. "Bad Libran"
8. "Eleven" (feat. Ibrahim Maalouf)
9. "Before We Get Too Old" (feat. Avishai Cohen)
10. "Supernatural"
11. "Oh What a Day" (feat. Chilly Conzales)
12. "What’s Leaving’s All About" (feat. Alesha Dixon)
13. "This Kind of Friend I Need" (feat. James Corden)
14. "I Didn’t See That Coming"
15. "Let’s Get Drunk"
16. "The Day the Stopped Turning"
17. "You Make the Sun Shine" (feat. Barry Manilow)
18. "Incredible" (akustisk udgave)
19. "Incredible" (F9 Charleston-remix)

## Charts
| Hitlisterne fra 2020          | Højeste placering |
| ----------------------------- | ----------------- |
| Tyskland (Media Control)      | 64                |
| Irland (IRMA)                 | 10                |
| Skotland (OCC)                | 1                 |
| Schweiz (Schweizer Hitparade) | 88                |
| Storbritannien (OCC)          | 1                 |